# Thepha (huyện)
Thepha (tiếng Thái: เทพา) là một huyện (amphoe) ở phía nam của tỉnh Songkhla, miền nam Thái Lan.

## Địa lý
Các huyện giáp ranh (từ phía đông theo chiều kim đồng hồ) là: Nong Chik, Khok Pho của tỉnh Pattani, Saba Yoi, Na Thawi và Chana của tỉnh Songkhla. Về phía bắc là vịnh Thái Lan.

## Lịch sử
Tên gọi Thepha thực ra là lối nói trệch đi của tiếng Thái Tiba, tên gốc có nghĩa là 'đến' trong tiếng Mã Lai. Huyện này đã được tách ra từ Pattani và chuyển cho Songkhla gần đây.

## Hành chính
Huyện này được chia thành 7 phó huyện (tambon), các đơn vị này lại được chia ra thành 65 làng (muban).Thepha là một thị trấn (thesaban tambon) nằm trên một phần của tambon Thepha. Có 7 Tổ chức hành chính tambon.
| STT. | Tên       | Tên Thái | Số làng | Dân số |  |
| ---- | --------- | -------- | ------- | ------ |  |
| 1.   | Thepha    | เทพา     | 8       | 11.272 |  |
| 2.   | Pak Bang  | ปากบาง   | 8       | 8.378  |  |
| 3.   | Ko Saba   | เกาะสะบ้า | 8       | 5.049  |  |
| 4.   | Lam Phlai | ลำไพล    | 11      | 13.438 |  |
| 5.   | Tha Muang | ท่าม่วง    | 14      | 15.355 |  |
| 6.   | Wang Yai  | วังใหญ่    | 8       | 6.258  |  |
| 7.   | Sakom     | สะกอม    | 8       | 7.061  |  |